# Tylodiplax
Tylodiplax is een geslacht van kreeftachtigen uit de klasse van de Malacostraca (hogere kreeftachtigen).

## Soort
- Tylodiplax tetratylophora de Man, 1895